# بروننتهال، اتریش
بروننتهال (به آلمانی: Brunnenthal) یک منطقهٔ مسکونی در اتریش است که در ناحیه شاردینگ واقع شده‌است. بروننتهال ۱۵ کیلومتر مربع مساحت دارد ۳۸۳ متر بالاتر از سطح دریا واقع شده‌است.